# Ignacy Badeni

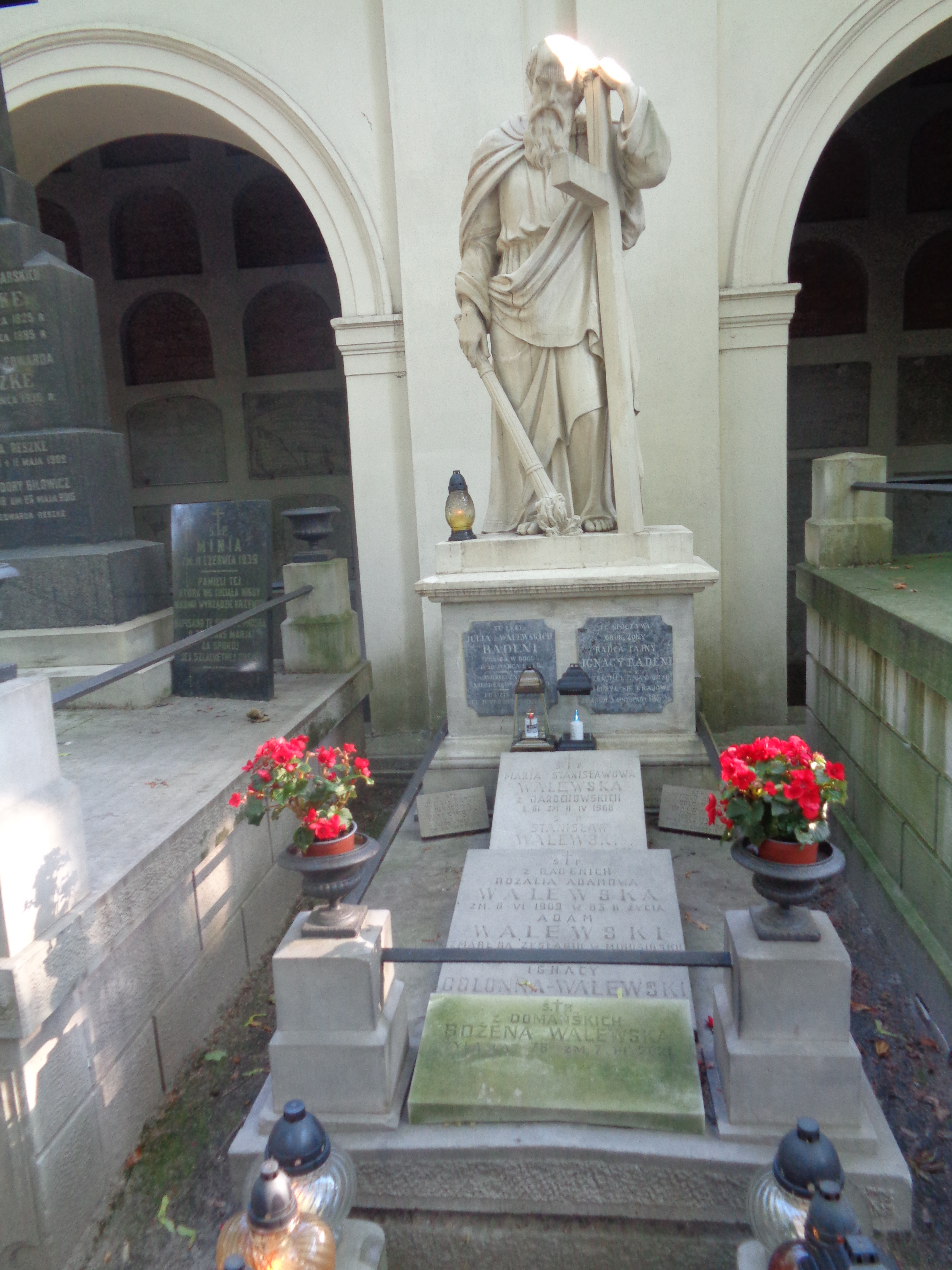
Nagrobek Ignacego Badeni na cmentarzu Powązkowskim w Warszawie

Ignacy Badeni (ur. w 1786; zm. 3 stycznia 1859 w Warszawie) – członek Rady Stanu Królestwa Kongresowego w 1830, dyrektor Wydziału Wyznań i Oświecenia Komisji Rządowej Spraw Wewnętrznych, Duchownych i Oświecenia Publicznego Królestwa Polskiego w 1834 roku, radca stanu, dyrektor generalny Komisji Rządowej Wyznań Religijnych i Oświecenia Publicznego w 1830 roku, członek Komisji Emerytalnej przy Radzie Stanu w 1829 roku, prezes Komisji Wojewódzkiej Województwa Sandomierskiego w latach 1817–1821, radca tajny rządu, właściciel ziemski, pisarz i tłumacz (z języka francuskiego i łaciny).

## Zarys biograficzny
Urodził się w 1786 w rodzinie arystokratycznej pieczętującej się herbem Bończa, jego rodzicami byli rejent koronny Stanisław Adam Badeni i Katarzyna z hr. Stadnickich .
1 sierpnia 1812 wziął w krakowskim Kościele Mariackim ślub z Julią Agnieszką Colonna-Walewską, para doczekała się dwóch synów (Atanazy i Seweryn) i dwóch córek (Celina i Rozalia) .
Jako radca prefektury departamentu krakowskiego przystąpił do Konfederacji Generalnej Królestwa Polskiego w 1812 roku. 
W latach 1826–1835 (z przerwą po powstaniu listopadowym) pełnił funkcję dyrektora finansowego (dyrektora funduszów duchownych i edukacyjnych) Komisji Rządowej Wyznań i Oświecenia Publicznego . Następnie służył jako dyrektor wydziału administracji ogólnej w Komisji Rządowej Spraw Wewnętrznych . W latach 1837–1838 wystawił przy Placu Krasińskich w Warszawie okazały pałac dla swojej rodziny.
Odznaczony Orderem św. Stanisława I klasy oraz Orderem św. Włodzimierza III klasy . Był członkiem honorowym Towarzystwa Naukowego Krakowskiego .
Zmarł 3 listopada 1859 w Warszawie, jest pochowany na cmentarzu Powązkowskim (kwatera pod katakumbami, rząd 1, miejsce 41) .

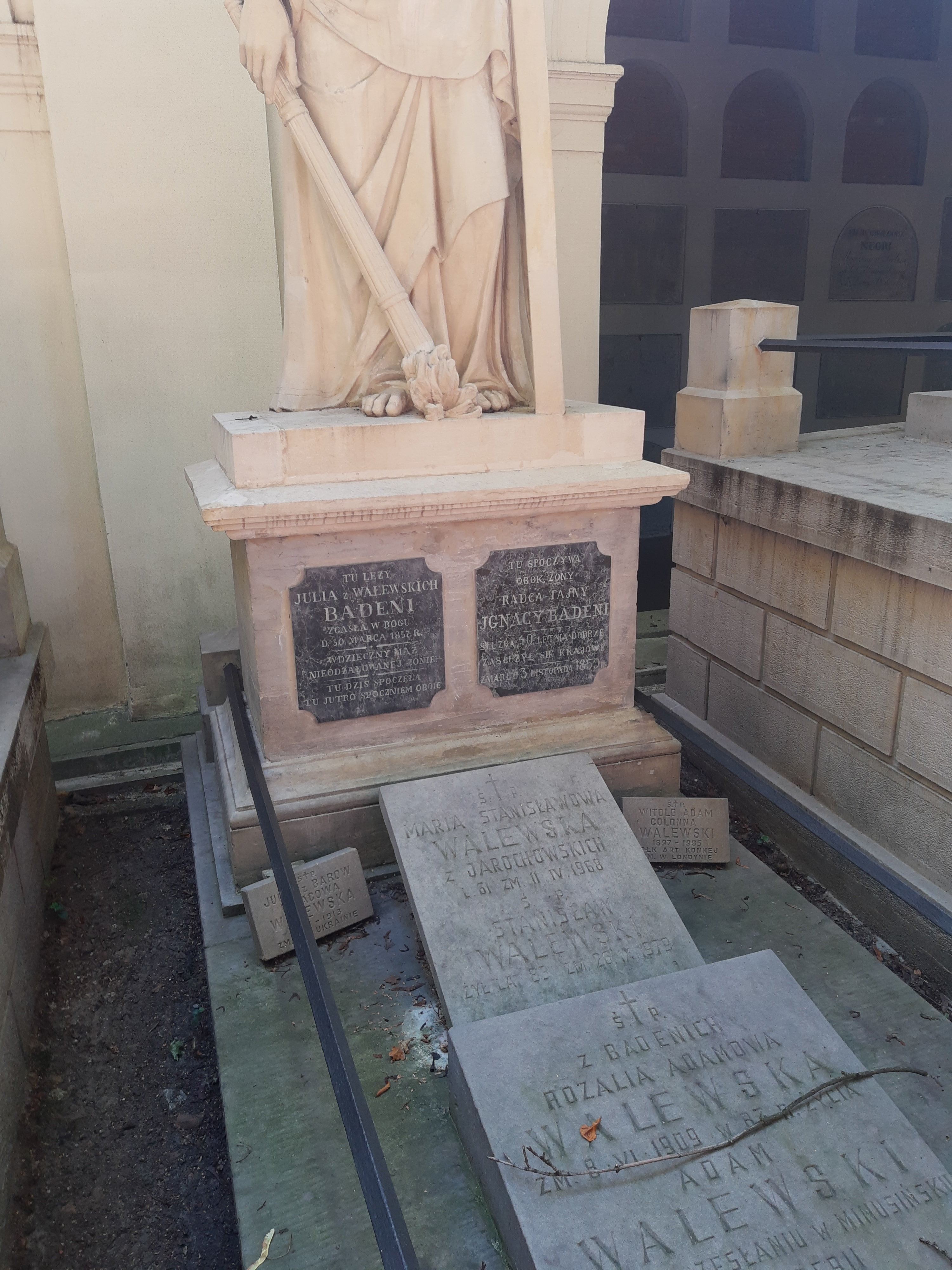
Grób Ignacego Badeniego na Starych Powązkach

## Ważniejsze prace literackie[13]

### Prace własne
- Nekrolog dla Hugona Kołłątaia czytany na posiedzeniu publicznem Tow: Nauk: Krak: w dniu 15 lipca 1817. roku iako dniu, obchodzoney Rocznicy założenia Akademii Krakowskiey (wyd. 1818)
- Dumania nad prawdą o duszy i Bogu (rozmyślania religijne, wyd. 1858)

### Przekłady
- Jean-Jacques-Auguste Nicolas – Badania filozoficzne o chrystyanizmie (fr. Études philosophiques sur le christianisme, wyd. org. 1842-45, wyd. tł. 1851)
- Pierre-Ulric Dubuisson – Nadyr czyli Thamas Kouli Kan : tragedya w 5 aktach (fr. Nadir, ou Thamas-Kouli-Kan, tragédie en 5 actes et en vers, wyd. org. 1780, wyd. tł. 1851)
- Autor nieznany (wiersz przypisywany Mikołajowi Kopernikowi) – Siedem gwiazd (łac. Septem sidera, wyd. tł. 1854)
- Armand de Pontmartin – On perły szuka : powieść (wyd. tł. 1856)